# Coregonus lavaretus
Coregonus lavaretus је зракоперка из реда Salmoniformes и фамилије Salmonidae.

## Угроженост
Ова врста се сматра рањивом у погледу угрожености врсте од изумирања.

## Распрострањење
Ареал врсте је ограничен на две државе. 
Француска и Швајцарска су једина позната природна станишта врсте.

## Станиште
Станишта врсте су језера и језерски екосистеми и слатководна подручја.